# Leuwidamar (plaats)
Leuwidamar is een bestuurslaag in het regentschap Lebak van de provincie Banten, Indonesië. Leuwidamar telt 3996 inwoners (volkstelling 2010).